# Fabián Gerardo Castillo Suárez
Fabián Gerardo Castillo Suárez (Bogotá, Colombia, 4 de noviembre de 1968) es un médico y político colombiano, exsenador de la República de Colombia, reconocido por sus propuestas para reformar el sistema de salud de Colombia.

## Biografía
Aunque nacido en Bogotá, es oriundo de Ciénaga y Santa Marta, donde cursó sus estudios de primaria y secundaria. Pertenece a una prominente casa política, heredada por su padre, Armando Castillo, exalcalde del municipio de Ciénaga y exdiputado de Magdalena; además de ser hermano del fallecido político Armando “Chiri” Castillo Suárez, dirigente del departamento del Magdalena, quien ocupó diferentes cargos de elección popular como concejal del municipio de Ciénaga y en dos oportunidades diputado del mismo departamento. 
Graduado como médico de la Universidad Metropolitana de Barranquilla, durante varios años se desempeñó como traumatólogo en diversas clínicas de Ciénaga y Bogotá, razón por la cual se especializó en ortopedia y traumatología en la Universidad de Buenos Aires, Argentina. Ello le permite desempeñarse como docente de cátedra en la Universidad del Magdalena y en la misma Universidad de Buenos Aires.
Decide incursionar en la actividad política recogiendo las banderas de la trayectoria de su familia, en particular de su padre y de su hermano, quien fue asesinado. Conmovido por este suceso lanza su candidatura a la Cámara de Representantes, quedando electo para el período constitucional 2014-2018 en representación del departamento de Magdalena por el Partido Cambio Radical. Allí fue integrante de la Comisión Cuarta Constitucional Permanente, la Comisión Especial de Vigilancia del Organismo Electoral y la Comisión Accidental Para la Región Caribe.
Por su desempeño en la Cámara de Representantes, decide proyectarse en el plano nacional, aspirando al Senado de la República de Colombia, con el objetivo de tener una representación nacional que favorezca a las regiones y poblaciones más vulnerables, logrando quedar electo para el período constitucional 2018-2022, con cerca de 78 000 votos.

## Trabajo como congresista
Su gestión en el Congreso de la República de Colombia se ha centrado, principalmente, en la reestructuración del sistema de salud colombiano a través del Proyecto de Ley 010 del 2020, del cual es autor y que generó opiniones divididas por parte de académicos, profesionales y autoridades en el país, debido al mensaje de urgencia emitido por el presidente de Colombia Iván Duque para su trámite en el marco de la pandemia de la COVID-19.
Dicho proyecto fue archivado por las comisiones VII del Senado de la República de Colombia y la Cámara de Representantes de Colombia, donde su hundimiento obtuvo 11 y 16 votos respectivamente, debido a las presiones de las Protestas en Colombia de 2021.

De igual modo, ha liderado y sacado adelante las siguientes iniciativas:
| Nueva Ley del deporte Proyecto de Ley 400 de 2021 | Por la cual se reforma la legislación en materia de deporte, recreación, actividad física y aprovechamiento del tiempo libre y se dictan otras disposiciones |
| Ley del empleo del adulto mayor Ley 2040 de 2020  | Por medio de la cual se adoptan medidas para impulsar el trabajo para adultos mayores y se dictan otras disposiciones |
| Ley Jacobo Ley 2026 de 2020                       | Por medio de la cual se modifica la Ley 1388 de 2010, se establecen las medidas para garantizar la prestación de servicios de salud Oncopediátrica y se delacara la atención integral como prioritaria a los menores con cáncer y se dictan otras disposiciones |
| Ley de tamizaje neonatal Ley 1980 de 2019         | Por medio de la cual se crea el Programa de Tamizaje Neonatal en Colombia |

### Proyectos de Ley presentados
Durante su paso por el Congreso de la República de Colombia ha sido autor de los siguientes proyectos de Ley, tanto en la Cámara de Representantes de Colombia como en el Senado de la República de Colombia:
| Información y comercio Proyecto de Ley 260 de 2020                     | Por la cual se adoptan disposiciones sobre el suministro de información que fortalezca la comercialización de productos del campo y la industria colombiana.   |
| Declara a Ciénaga como Distrito Proyecto de Ley 250 de 2018            | Por medio del cual se declara al municipio de ciénaga distrito turístico, agropecuario y portuario.                                                            |
| Régimen Sancionatorio del Transporte Proyecto de Ley 225 de 2019       | Por medio de la cual se expide el Régimen Sancionatorio del Transporte en Colombia.                                                                            |
| Regula la consulta previa Proyecto de Ley 134 de 2018                  | Por el cual se regula el Derecho Fundamental a la Consulta Previa y se dictan otras disposiciones.                                                             |
| Subsidios servicios públicos domiciliarios Proyecto de Ley 191 de 2014 | Por el cual se modifica la ley 142 de 1994, y se buscan subsidios para las empresas sociales del estado en servicios públicos domiciliarios y otros impuestos. |
| Orden Gabriel García Márquez Proyecto de Ley 078 de 2014               | Por la cual se crea la orden al mérito artístico y cultural Gabriel García Márquez.                                                                            |